# 托斯唐
爱德华多·冈卡尔维斯·德安德拉德 （葡萄牙語：Eduardo Gonçalves de Andrade，1947年1月25日—），亦称 托斯唐（Tostão），巴西前足球运动员，司职前锋或攻击中场，巴西足球傳奇巨星之一。由于眼伤他年仅27岁就挂靴退役，后来成为一名醫師。
托斯唐的职业生涯的大部分时间都在克鲁塞罗度过。他参加了两届世界杯，并在1970年世界杯中夺冠，在比赛中与贝利有着令人称道的配合。

## 职业生涯
出生于米纳斯吉拉斯州，贝洛奥里藏特的爱德华多因为在克鲁塞罗青年队中年龄最小，被队友称为“托斯唐”，一种巴西硬币的名字。
托斯唐职业生涯的处子秀上演于15岁，代表当地球队米内罗竞技出战。加盟克鲁塞罗后，他作为一名中场，有连续三个赛季成为米内罗联赛最佳射手的表现。他一共为球队打入了249球。
1970年世界杯的前一年，在与科林蒂安的比赛中，托斯唐一次脸部与球的撞击导致他视网膜脱落。但他即时复出，在世界杯上有着出色的表现，对阵祕魯时上演梅开二度和中场机敏快速的传球为巴西最终夺冠做出了贡献。
1972年，他以创记录的费用转会至華斯高達伽馬划艇會。但由于眼部疾病的复发，他在27岁时宣布退役。
身為一個前鋒，他不以純粹的進攻技巧聞名，而是以在場上的多功能性為人所知：他是少數願意參與防守的前鋒，會後撤回己方半場協助搶球；在俱樂部中他進球無數，而在國家隊又主要是以無球跑動來為隊友製造空間。

## 退役后生活
1975年，退役刚刚三年的托斯唐通过考试进入大学的医学系学习，并于1981年顺利毕业开始行医。1994年世界杯，他作为体育评述员重回足球圈。

## 荣誉

### 俱乐部
克鲁塞罗
- 巴西足球甲级联赛: 1966[4]
- 米内罗联赛: 1965, 1966, 1967, 1968, 1969[4]

### 国家队
巴西
- 世界盃: 1970[4]

### 个人
- Placar杂志巴西足球甲级联赛银球奖: 1970
- 巴西足球甲级联赛最佳射手: 1970 (12 球)[5]
- 南美足球先生: 1971
- IFFHS 20世纪巴西最佳足球运动员（第五位）[6]
- IFFHS 20世纪南美最佳运动员 （第13位）[6]
- 《世界足球杂志》百位最佳足球运动员[7]
- 巴西足球名人堂